# Elitserien 1984/85
Die Elitserien-Saison 1984/85 war die zehnte Spielzeit der schwedischen Elitserien. Schwedischer Meister wurde zum siebten Mal in der Vereinsgeschichte der Södertälje SK, während Skellefteå AIK und Aufsteiger Hammarby IF in die zweite Liga abstiegen. 

## Reguläre Saison

### Modus
Die zehn Mannschaften der Elitserien spielten zunächst in 36 Saisonspielen gegeneinander. Während sich die ersten vier Mannschaften für die Play-offs qualifizierten, stieg der Letztplatzierte direkt in die Division I ab und der Vorletzte musste in der Kvalserien um den Klassenerhalt gegen die besten Zweitligisten antreten. Für einen Sieg erhielt jede Mannschaft zwei Punkte, bei einem Unentschieden gab es ein Punkt und bei einer Niederlage null Punkte. 

### Abschlusstabelle
|     | Klub           | Sp | S  | U  | N  | T   | GT  | Punkte |
| --- | -------------- | -- | -- | -- | -- | --- | --- | ------ |
| 1.  | Djurgårdens IF | 36 | 22 | 5  | 9  | 153 | 113 | 49     |
| 2.  | Södertälje SK  | 36 | 22 | 3  | 11 | 157 | 123 | 47     |
| 3.  | Färjestad BK   | 36 | 19 | 7  | 10 | 161 | 111 | 45     |
| 4.  | IF Björklöven  | 36 | 19 | 7  | 10 | 131 | 110 | 45     |
| 5.  | Luleå HF       | 36 | 16 | 5  | 15 | 148 | 150 | 37     |
| 6.  | Brynäs IF      | 36 | 17 | 2  | 17 | 156 | 134 | 36     |
| 7   | Leksands IF    | 36 | 16 | 3  | 17 | 128 | 144 | 35     |
| 8.  | AIK Solna      | 36 | 16 | 1  | 19 | 141 | 146 | 33     |
| 9.  | Skellefteå AIK | 36 | 7  | 10 | 19 | 115 | 166 | 24     |
| 10. | Hammarby IF    | 36 | 2  | 5  | 29 | 94  | 187 | 9      |

Sp = Spiele, S = Siege, U = unentschieden, N = Niederlagen, OTS = Overtime-Siege, OTN = Overtime-Niederlage, SOS = Penalty-Siege, SON = Penalty-Niederlage

### Topscorer
Abkürzungen: T = Tore, A = Assists, P = Punkte
|    | Spieler           | Team       | T  | A  | P  |
| -- | ----------------- | ---------- | -- | -- | -- |
| 1. | Conny Silfverberg | Brynäs     | 24 | 30 | 54 |
| 2. | Per-Erik Eklund   | AIK        | 16 | 33 | 49 |
| 3. | Peter Gradin      | AIK        | 25 | 33 | 48 |
|    | Tore Ökvist       | Luleå      | 25 | 33 | 48 |
| 5. | Glenn Johansson   | Södertälje | 14 | 34 | 48 |
| 6. | Kjell Dahlin      | Färjestad  | 21 | 25 | 46 |
| 7. | Erkki Laine       | Färjestad  | 28 | 11 | 39 |
| 8. | Jan Ingman        | Färjestad  | 19 | 18 | 37 |
| 9. | Jarmo Mäkitalo    | Södertälje | 20 | 16 | 36 |
|    | Leif Carlsson     | Södertälje | 20 | 16 | 36 |

## Play-offs
Die Halbfinale wurde im Modus „Best-of-Three“, das Finale im Modus „Best-of-Five“ ausgetragen.

### Turnierbaum
|  | Halbfinale | Halbfinale     | Halbfinale |  |  | Finale | Finale         | Finale |
|  |            |                |            |  |  |        |                |        |
|  |            |                |            |  |  |        |                |        |
|  | 1          | Djurgårdens IF | 2          |  |  |        |                |        |
|  | 3          | Färjestad BK   | 1          |  |  |        |                |        |
|  |            |                |            |  |  | 1      | Djurgårdens IF | 2      |
|  |            |                |            |  |  | 2      | Södertälje SK  | 3      |
|  | 2          | Södertälje SK  | 2          |  |  |        |                |        |
|  | 4          | IF Björklöven  | 1          |  |  |        |                |        |
|  |            |                |            |  |  |        |                |        |

### Topscorer
Abkürzungen: T = Tore, A = Assists, P = Punkte
|    | Spieler         | Team       | T | A  | P  |
| -- | --------------- | ---------- | - | -- | -- |
| 1. | Glenn Johansson | Södertälje | 3 | 10 | 13 |
| 2. | Peter Wallin    | Södertälje | 5 | 6  | 11 |
| 3. | Conny Jansson   | Södertälje | 7 | 3  | 10 |
| 4. | Thom Eklund     | Södertälje | 7 | 3  | 10 |
| 5. | Hans Särkijärvi | Södertälje | 5 | 5  | 10 |

### Schwedischer Meister
| Schwedischer Meister Södertälje SK | Torhüter: Hardy Åström, Sam Lindståhl Verteidiger: Ulf Borg, Peter Ekroth, Anders Eldebrink, Bo Ericson, Niklas Gällstedt, Jonas Heed, Stefan Jonsson Angreifer: Anders Carlsson, Thom Eklund, Dan Hermansson, Conny Jansson, Tomas Jernberg, Glenn Johansson, Niklas Lindgren, Reine Landgren, Leif Maght, Jarmo Mäkitalo, Johan Mellström, Hans Särkijärvi, Peter Wallin Cheftrainer: |

## All-Star-Team
| Tor          | Peter Lindmark (Färjestad)         | Peter Lindmark (Färjestad)         | Peter Lindmark (Färjestad)        | Peter Lindmark (Färjestad)        | Peter Lindmark (Färjestad)       | Peter Lindmark (Färjestad)       |
| Verteidigung | Anders Eldebrink (Södertälje)      | Anders Eldebrink (Södertälje)      | Anders Eldebrink (Södertälje)     | Michael Thelvén (Djurgården)      | Michael Thelvén (Djurgården)     | Michael Thelvén (Djurgården)     |
| Sturm        | Kent Nilsson (Calgary Flames, NHL) | Kent Nilsson (Calgary Flames, NHL) | Thomas Steen (Winnipeg Jets, NHL) | Thomas Steen (Winnipeg Jets, NHL) | Håkan Loob (Calgary Flames, NHL) | Håkan Loob (Calgary Flames, NHL) |

## Auszeichnungen
- Guldpucken (bester schwedischer Spieler) – Anders Eldebrink, Södertälje SK
- Bester Torjäger – Erkki Laine, Färjestad BK
- SICO:s guldpipa (bester Schiedsrichter) - Ulf Lindgren